# Copaxa orientalis
Copaxa orientalis är en fjärilsart som beskrevs av Lemaire 1975. Copaxa orientalis ingår i släktet Copaxa och familjen påfågelsspinnare. Inga underarter finns listade i Catalogue of Life.